# Cascade Township (Iowa)
Cascade Township est un township, du comté de Dubuque en Iowa, aux États-Unis,. 
Le nom du township est donné en référence à l'eau qui alimentait les moulins des premiers pionniers.

## Source de la traduction
- (en) Cet article est partiellement ou en totalité issu de l’article de Wikipédia en anglais intitulé « Cascade Township, Dubuque County, Iowa » (voir la liste des auteurs).